# قانون تابعیت کرواسی
قانون تابعیت کرواسی (انگلیسی: Croatian nationality law) به مصوبه روز ۲۶ ژوئن ۱۹۹۱ بازمی‌گردد، همراه با اصلاحیه‌هایی که طی روز ۸ مهٔ ۱۹۹۲، ۲۸ اکتبر ۲۰۱۱ و ۱ ژانویه ۲۰۲۰ روی آن انجام گرفت و تفسیری که دادگاه قانون اساسی در سال ۱۹۹۳ انجام داد. قانون تابعیت بر مبنای قانون اساسی کرواسی (فصل دوم، ماده ۹ و ۱۰) می‌باشد. این قانون به‌طور عمده بر اساس اصل خون استوار است.